# Cerco de Nápoles (542)
O cerco de Nápoles foi um cerco vitorioso de Nápoles pelo líder ostrogodo Totila em 542–543 d.C. Após as batalhas de Faventia e Mucellium, que foram bem-sucedidas para os godos ,Totila marchou para o sul em direção a Nápoles, defendida pelo general Conão com 1.000 homens e iniciou o cerco à cidade fortificada na primavera de 542. Um grande número de reforços do recém-nomeado magister militum Demetrius, vindos da Sicília foram interceptados e quase completamente destruídos por navios de guerra góticos. Um segundo grupo de reforços, novamente sob o comando de Demétrio, falhou de forma semelhante em sua tarefa quando fortes ventos forçaram os navios da frota a encalhar, onde foram atacados e derrotados pelo exército gótico. Conhecendo a grave situação dos defensores da cidade, Totila prometeu uma retirada pacífica à guarnição caso se rendessem. Pressionado pela fome e desmoralizado pelo fracasso dos reforços, Conão aceitou e, no final de março ou início de abril de 543, Nápoles rendeu-se. Os defensores foram tratados com dignidade por Totila, e a guarnição bizantina conseguiu deixar a cidade em segurança, mas parte das muralhas da cidade foram demolidas.